# Procandea inca
Procandea inca är en insektsart som beskrevs av Young 1968. Procandea inca ingår i släktet Procandea och familjen dvärgstritar. Inga underarter finns listade i Catalogue of Life.